# Канцано
Канцано (італ. Canzano) — муніципалітет в Італії, у регіоні Абруццо, провінція Терамо.
Канцано розташоване на відстані близько 140 км на північний схід від Рима, 50 км на північний схід від Л'Аквіли, 7 км на схід від Терамо.
Населення — 1959 осіб (2014).
Щорічний фестиваль відбувається 3 лютого. Покровитель — святий Власій.

## Демографія
Населення за роками:

Станом на 1 січня 2023 року в муніципалітеті офіційно проживали 92 іноземці з 21 країни, серед них 26 громадян країн Євросоюзу та 5 громадян України.

## Сусідні муніципалітети
- Кастеллальто
- Черміньяно
- Терамо